# Лапутин, Василий Иванович
Василий Иванович Лапутин — советский хозяйственный, государственный и политический деятель, генерал-майор юстиции.

## Биография
Родился в 1920 году в Москве. Член КПСС. Образование - Военно-юридическая академия РККА (Москва), 1943 год.
Участник Великой Отечественной войны, военный следователь 399-й стрелковой дивизии 48-й армии. С 1945 года — на хозяйственной, общественной и политической работе. В 1945—1974 гг. — следователь военной прокуратуры в подразделениях Советской Армии, заместитель заведующего Отделом административных органов ЦК КПСС, заведующий Отделом административных органов ЦК КПСС по РСФСР, председатель Военной коллегии Верховного Суда СССР.
Делегат XXIII съезда КПСС.
Умер в Москве в 1974 году. Похоронен на Новодевичьем кладбище (7 уч. 9 ряд).